# Пен-Арджил (Пенсільванія)
Пен-Арджил (англ. Pen Argyl) — місто (англ. borough) в США, в окрузі Нортгемптон штату Пенсільванія. Населення — 3510 осіб (2020).

## Географія
Пен-Арджил розташований за координатами 40°52′4″ пн. ш. 75°15′14″ зх. д. / 40.86778° пн. ш. 75.25389° зх. д. (40.867794, -75.253857).  За даними Бюро перепису населення США в 2010 році місто мало площу 3,61 км², з яких 3,48 км² — суходіл та 0,13 км² — водойми.

## Демографія
Згідно з переписом 2010 року, у селищі мешкало 3595 осіб у 1393 домогосподарствах у складі 977 родин. Густота населення становила 996 осіб/км².  Було 1490 помешкань (413/км²).
Расовий склад населення:
| - 96,1 % — білих - 1,1 % — чорних або афроамериканців - 0,4 % — азіатів - 0,2 % — корінних американців |

До двох чи більше рас належало 1,4 %. Частка іспаномовних становила 4,0 % від усіх жителів.
За віковим діапазоном населення розподілялося таким чином: 25,2 % — особи молодші 18 років, 61,8 % — особи у віці 18—64 років, 13,0 % — особи у віці 65 років та старші. Медіана віку мешканця становила 37,6 року. На 100 осіб жіночої статі у селищі припадало 90,3 чоловіків;  на 100 жінок у віці від 18 років та старших — 88,8 чоловіків також старших 18 років.
Середній дохід на одне домашнє господарство  становив 55 799 доларів США (медіана — 52 898), а середній дохід на одну сім'ю — 63 560 доларів (медіана — 56 941). Медіана доходів становила 38 227 доларів для чоловіків та 31 189 доларів для жінок. За межею бідності перебувало 9,8 % осіб, у тому числі 6,9 % дітей у віці до 18 років та 16,8 % осіб у віці 65 років та старших.
Цивільне працевлаштоване населення становило 1697 осіб. Основні галузі зайнятості: освіта, охорона здоров'я та соціальна допомога — 26,7 %, виробництво — 12,9 %, мистецтво, розваги та відпочинок — 12,4 %.